# Kalifornská univerzita
Kalifornská univerzita (University of California, UC) je jedním ze 3 pilířů veřejného univerzitního vzdělávacího systému v americkém státě Kalifornii. Společně s California State University a California Community Colleges tvoří třístupňový státní systém vyššího vzdělávání. Univerzity v tomto systému navštěvuje více než 191 000 studentů.
První kampus Kalifornská univerzita v Berkeley byl založen v roce 1868 a poslední kampus Kalifornská univerzita v Mercedu byl otevřen v roce 2005. Nejedná se tedy o jednu univerzitu na jednom místě, ale o celkem 10 kampusů, které jsou zaštítěny jednou institucí.
Devět kampusů přijímá studenty bakalářského i navazujícího studia; UCSF přijímá pouze studenty navazujícího studia v lékařství a vědách o zdraví.
UC je považována za jeden z nejlepších státních univerzitních systémů na světě. Osm z bakalářských kampusů je umístěno mezi 100 nejlepšími, šest z nich mezi 50 nejlepšími a 2 dokonce mezi 25 nejlepšími americkými univerzitami podle U.S. News & World Report. Mezi státními školami jsou dva bakalářské kampusy umístěny mezi 5 nejlepšími (na 1. a 2. místě), šest z nich mezi 10 nejlepšími a všechny mezi 40 nejlepšími.
Vědečtí pracovníci Kalifornské univerzity jsou zodpovědní za 5505 vynálezů a 2497 patentů.[kdy?][nenalezeno v uvedeném zdroji]

## Kampusy
- Kalifornská univerzita v Berkeley – založena 1868
- Kalifornská univerzita v Davisu – založena 1908
- Kalifornská univerzita v Irvine – založena 1965
- Kalifornská univerzita v Los Angeles – založena 1919
- Kalifornská univerzita v Mercedu – založena 2005
- Kalifornská univerzita v Riverside – založena 1954
- Kalifornská univerzita v San Diegu – založena 1960
- Kalifornská univerzita v San Franciscu – založena 1873
- Kalifornská univerzita v Santa Barbaře – založena 1909
- Kalifornská univerzita v Santa Cruz – založena 1965